# Carlos Alberto Etcheverry
Carlos Alberto Etcheverry D'Angelo dit Tito (né le 30 juillet 1933 à Buenos Aires en Argentine, et mort le 28 août 2014) est un joueur et entraîneur de football argentin.

## Biographie
Etcheverry est né dans le Barrio de La Paternal à Buenos Aires, et fait ses débuts professionnels à l'âge de 17 ans dans un des plus grands clubs de sa ville, le mythique Boca Juniors. Après quelques saisons, il part jouer chez les Chacarita Juniors. 
En 1957, il est acheté par le club mexicain du Club León, qu'il rejoint sur recommandation de son beau-frère, Oscar Nova, également footballeur.
En 1964, Etcheverry devient le premier joueur des Pumas de la UNAM à devenir Goleador (meilleur buteur) du championnat du Mexique, avec 20 buts.
Après le Club León et l'UNAM, Tito Etcheverry joue ensuite au Club Irapuato, au CF Atlante, puis au Jabatos de Nuevo León, où il est entraîneur-joueur. Il devient par la suite entraîneur du CF Monterrey. 
Il vivait à León (Mexique), et était un membre de la direction du Club León.